# 东川铁路

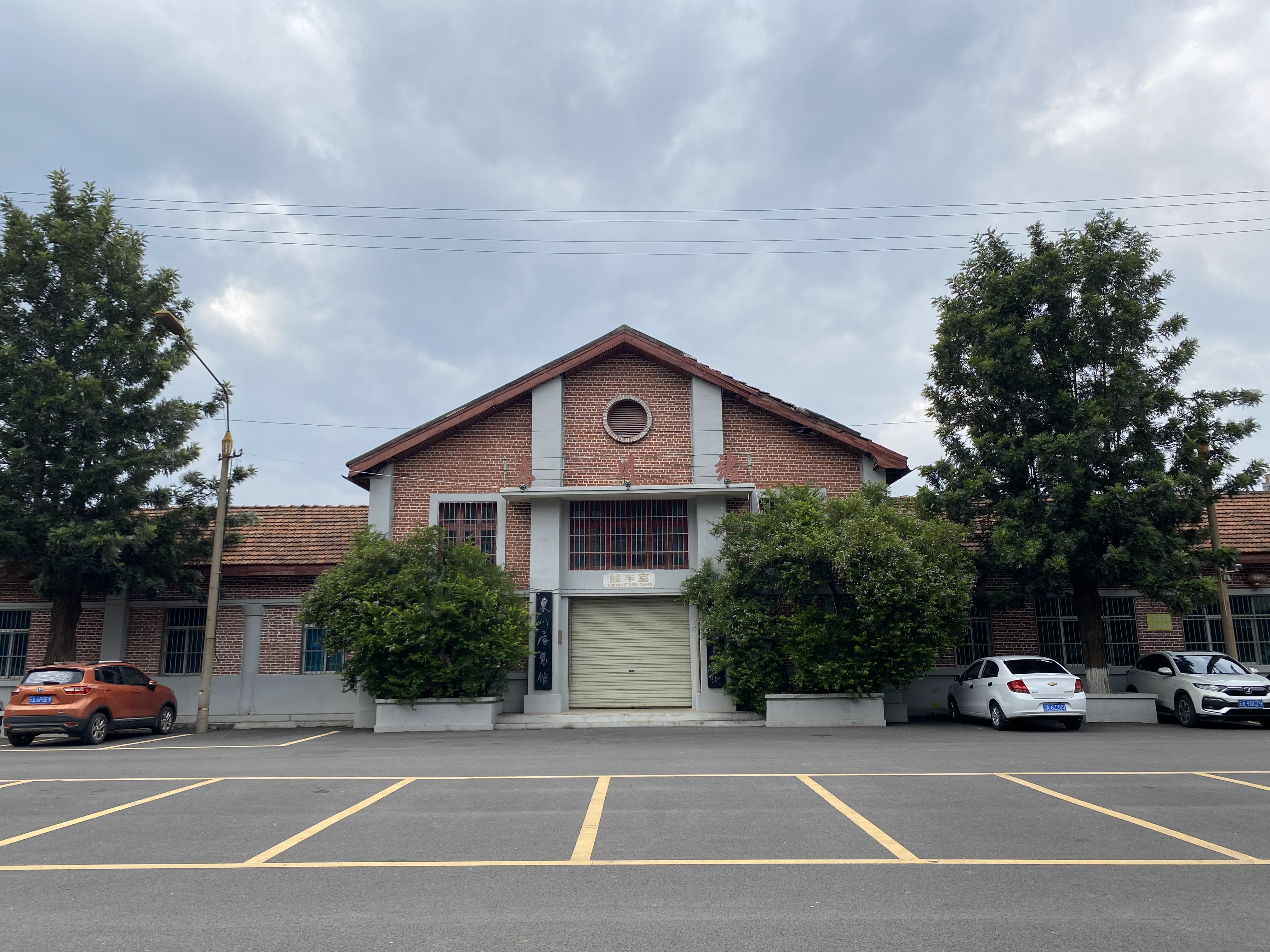
东川站

东川铁路支线位于中国云南省昆明市境内，起自沪昆铁路小新街站至东川区浪田坝，正线全长96.880公里。服务于东川矿务局与东川城区。

## 线路情况
东川铁路支线原自沪昆铁路塘子站出岔，经寻甸县城，越天生桥垭口（金沙江支流小江与牛栏江分水岭），沿大白河河谷而下，过东川的市区（即新村）、三江口，过小江大桥至浪田坝。
线路行经小江断裂带，地质构造活跃复杂、地震烈度8-10度，基本岩层被纵横节理切割破碎严重，经风化作用形成很厚的破碎带，每年雨季频发不同规模的塌方滑坡泥石流，对该条线路造成了极大危害，是全国铁路最为严重的地址病害区段。小江沿岸分布着数十条沟口泥石流冲击扇，有的沟口冲击扇宽15-20千米，河道淤积、变迁频繁。一些支沟发生泥石洪流可使沟口一次堆积淤高4-5米，并延伸至干流形成堰塞湖，迫使干流改道，冲刷干流河岸造成垮岸崩堤，淘深2-3米。
1958年设计、建设东川铁路支线时，线路选择为沿大白河、小江河谷的低位方案。受洪水、泥石流影响严重。最为典型的是老干沟沟口（位于72公里处）的线路演变过程，最初为3孔12米的钢混桥，桥高5米。1959年雨季后桥梁被泥石流淤没。1959年8月，修改设计线路内移，另建3孔12米的钢混桥，桥下净空7米，并开挖老干沟河槽使桥下净空达8米，并在下行端增建1座198米隧道。1960年7月，遭老干沟洪水冲刷，上行端桥基被掏空，于是续建4孔12米的钢混桥，变为7孔12米大桥。1961年雨季，老干沟泥石流淹没桥面，并灌入隧道内20余米。此后年年雨季清淤，路堤逐渐变为路堑。1970年，在隧道进口端即原大桥桥面上接长明洞100米，原7孔12米大桥全部为明洞（总长298米）取代。至80年代明洞完全被淤埋。

## 历史
1957年3月至1958年8月，铁二院勘测设计。东川铜矿规划年采20万吨设计。东川铁路支线预计中期（1975年）上行运输能力190万吨每年，下行160万吨每年。由于运量不大，采用专用线III级标准。到发线有效长300m。使用东风2机车的牵引定数为单机250吨，双机上行350吨，下行400吨。 
初建时，从塘子站到浪田坝站，全长97.6km。1958年8月开工，由铁道兵第1师第2团承担，步兵第116团及民工18 000余人参加。1959年、1960年两次洪水，冲毁大量施工成果。1960年12月铁二院做补充修改设计。1962年2月铺轨至响水河2号桥头，因国民经济调整而停工，此时已完成主体工程85%。1964年3月铁1师2团进入工地复工。经调查，大白河沿线工程大部被毁失效，被迫采取改线、改建、提坡等设施达60多段、67.8公里。并新增老干沟隧道、发窝隧道工程。1965年5月，铁1师2团调出，由铁道兵第一新建铁道管理处继续施工。1966年4月3日铺轨至东川站。1966年10月由铁道兵第一新建铁道管理处组织临管运营。1970年6月5日，塘东段正式移交昆明铁路局运营，未完工程由昆明铁路局继续组织施工。 
1970年末，云南省革命委员会开始准备东川至浪田坝段16.3公里线路的续建。1971年初，云南省组织省公路三局四处3360余人，及昭通地区、曲靖地区民工总计15000人进场施工。至1971年12月主体工程完工。1972年2月铺轨至浪田坝。1972年5月配套工程收尾。1972年10月15日移交昆明铁路局运营。东川支线的机务折返段设在东川站，东川至浪田坝由调车机车担任小运转。
东川支线通车后，运量不足。每日开行货车3-5对，客车1对。年发送约20万吨，到达30万吨。每年防洪季开始至年底，塘子站至响水站区间白天通车，响水区间至浪田坝停运。
1998年，东川站至浪田坝站区间停运报废。
2007年沪昆线复线建成通车时，小新街站至照福铺站新建双线电气化铁路而裁弯取直。东川支线的接轨点由塘子站移至小新街站上行端出岔，沿原沪昆线过去的正线经崔家庄站（已拆除）、塘子站，然后接原东川线正线。其中，塘子站至东川改为铁路专用线，拆除铁路信号设施、闭塞设置，按调车小运转运营。
2009年2月10日，昆明铁路局撤销东川铁路支线管理中心，东川铁路支线管理中心所属员工全部由铁路局安排到管内其它站段分配工作。铁道部将东川支线列为病害铁路整冶，2009年4月正式全线停运。 经云南省、昆明市、东川区各级政府多方协调，由省财政安排资金保持东川铁路通车运营最低投入，2009年8月东川支线恢复运营。安排每周三检修而停运1天。正常运行的时候，每天往返一趟列车，共6个车皮。